# Daniel Léopoldès
Daniel Léopoldès (* 26. Oktober 1960 in Molsheim) ist ein ehemaliger französischer Fußballspieler und jetziger -trainer.

## Spielerkarriere
Léopoldès begann seine Laufbahn in der Jugendabteilung von Racing Straßburg, entschied sich dann aber gegen den Verein, weil er seiner Konkurrenz auf der Außenbahn, die aus Raymond Domenech und Jean-Jacques Marx bestand, nicht gewachsen sah. Als damals 17-Jähriger unterschrieb er 1978 bei SR Saint-Dié. Dort stand er zwar im Profikader, wurde in seiner ersten Saison jedoch nur in der Reservemannschaft eingesetzt. Im folgenden Jahr schenkte ihm der Spielertrainer Eugène Battmann hingegen sein Vertrauen, sodass Léopoldès 28 Zweitligaspiele bestreiten konnte und bei der Sicherung des Klassenerhalts half. Auch in den folgenden beiden Spielzeiten war er bei Saint-Dié gesetzt, doch entschied er sich nach dem Abstieg der Mannschaft am Ende der Saison 1981/82 für einen Wechsel zur US Orléans, die ebenfalls in der zweiten Liga antrat. Obwohl er in der Mannschaft nicht als unumstrittener Stammspieler gesetzt war, bestritt er in seiner ersten Saison 25 Einsätze und konnte dies in den folgenden Jahren weiter steigern. Dabei näherte er sich mit Orléans den Aufstiegsplätzen an, als das Team den sechsten Platz erreichte und Léopoldès mit vier Torerfolgen die torreichste Spielzeit seiner Karriere absolvierte. Dem folgten zwei weitere Saisons, in denen die Mannschaft gut abschnitt und Léopoldès auf regelmäßige Einsätze kam. In der Saison 1986/87 verbuchte er lediglich noch 18 Einsätze und verließ Orléans 1987 nach fünf Jahren. Er ging zum SM Caen, der mit einer Mannschaft rund um Franck Dumas, Yvan Lebourgeois und Jean-Pierre Avrillon als Aufstiegsfavorit galt. Zwar war er auch dort mit 18 Einsätzen kein fester Stammspieler, konnte mit Caen aber 1988 den angestrebten Aufstieg in die erste Liga feiern. Trotz zahlreicher Zugänge steigerte Léopoldès seine Einsatzzahl auf 22 Partien, die seine einzigen in der ersten Liga blieben, weil er 1989 zu Red Star Paris in die zweite Liga wechselte. Zunächst kam er für das Team noch zu regelmäßigen Einsätzen, stellte aber schon in der zweiten Spielzeit dort mit lediglich drei absolvierten Spielen keinen festen Bestandteil der Mannschaft mehr dar. Zwischen 1991 und 1993 gehörte er dem Kader noch an, spielte jedoch gar nicht mehr für den Verein. Dies bedeutete auch das Ende seiner Profikarriere, auch wenn er fortan für seinen ehemaligen Klub Saint-Dié auflief. Léopoldès hatte sich zum Ziel gesetzt, dem inzwischen unterklassigen Verein bei seiner Rückkehr in höhere Ligen zu helfen. Dies gelang ihm allerdings nicht, sodass er 1996 seine aktive Karriere endgültig beendete.

## Trainerkarriere
Nach drei Jahren ohne Tätigkeit im Fußball wurde Léopoldès 1999 beim viertklassigen FC Mulhouse der Assistent von Trainer Bruno Scipion, mit dem er bereits in Caen und Paris zusammengespielt hatte. Für etwas mehr als ein Jahr übernahm 2001 er das Traineramt eines kleinen Vereins aus Dannemarie. Danach zog er sich für eine längere Zeit aus dem Fußball zurück, ehe er von 2008 bis 2010 die Verantwortung bei einem unterklassigen Klub aus Brunstatt übernahm. 2011 wurde er als Co-Trainer des elsässischen Fünftligisten AS Illzach-Modenheim eingestellt.